# Barbara Strozzi
Pour les articles homonymes, voir Famille Strozzi.
Barbara Strozzi, née le 6 août 1619 à Venise et morte le 11 novembre 1677 à Padoue, est une cantatrice et compositrice italienne.
Elle est, avec Francesca Caccini et Antonia Bembo, l'une des principales compositrices italiennes du XVIIe siècle. Elle est aussi la première compositrice professionnelle. Elle a publié une œuvre plus abondante que les autres compositeurs vénitiens du XVIIe siècle : 8 ouvrages d'arie, de cantates et d'ariettes ainsi qu'un ouvrage de musique sacrée.

## Biographie

### Jeunesse et formation
La mère de Barbara Strozzi, Isabella Garzoni dite « La Greghetta », est la servante du poète Giulio Strozzi, un auteur de livrets d'opéra, actif à l'Académie de Rome et de Venise. « Née d'un père inconnu », Barbara Valle est adoptée par Giulio Strozzi comme « fille élective » (figliuola elettiva) : Strozzi, dans son testament, fait de Barbara sa seule héritière dans le cas où il survivrait à Isabella Garzoni. Il est donc assez probable que Garzoni ait été la maîtresse du poète, et que Barbara soit sa fille,.
Giulio Strozzi, très influent dans les cercles littéraires et musicaux de Venise, prodigue une éducation littéraire et musicale à sa fille et encourage sa carrière musicale au sein de l'Académie, en tant que chanteuse et compositrice,.
Comme on peut le lire dans la préface de son deuxième livre de madrigaux, Barbara Strozzi étudie la composition auprès de Francesco Cavalli, le compositeur d'opéra italien le plus célèbre après Claudio Monteverdi et, à partir de 1634, on la trouve associée comme chanteuse et compositrice à l'Accademia degli Incogniti fondée par Giovan Francesco Loredan. Le poète Niccolò Fontei en parle comme d'une cantatrice de rang supérieur : « si j'étais capable de transcrire sur le papier l'audace et le charme de cette grande chanteuse, il faudrait la force d'Ulysse pour résister aux tentations d'une telle sirène ». Il publie pour elle deux livres de chants, Bizzarrie poetiche poste in musica (1635 et 1636).

### Débuts dans les salons
En complément de l’Accademia dei Incogniti fondée par l'écrivain Giovan Francesco Loredan, Giulio Strozzi crée l'Accademia degli Unisoni (1637-1638), salon d'intellectuels et de musiciens, en partie pour donner à sa fille l'occasion de chanter au cours des débats académiques,,. En 1638, l'académie publie un compte-rendu des réunions (Le Veglie de' Signori Unisoni), dans lequel elle apparaît pour la première fois sous le nom de « Barbara Strozzi »,. La beauté et le talent de sa fille adoptive en assurent le succès. Intelligente et vive d'esprit, elle préside les réunions et détermine les sujets qui feront l'objet de débats durant la soirée.
Parallèlement aux comptes-rendus laudatifs des Veglie, une série de textes satiriques, signés L'Incognito, circule dans Venise. Les textes se moquent des talents poétiques du père et mettent en doute la vertu de la fille,,. Cette accusation d'être une courtisane, qui repose aussi sur les quatre enfants qu'elle a eus hors mariage, n'est pas attestée.

### Compositrice
En 1644, à une époque où peu de musiciens font imprimer leurs œuvres, à cause du coût que cela représente, elle publie son premier livre de madrigaux sur des textes de son père, comme bon nombre de ses œuvres. Ce recueil est dédié à la grande duchesse de Toscane. Dans la préface, Strozzi parle de cet ouvrage comme d'une « première œuvre que moi, en tant que femme, je propose anxieusement au grand jour »,.
Une seconde publication suit en 1651, un recueil de cantates, d'ariettes et de duos ; ce recueil comprend notamment la cantate composée en l'honneur du mariage de l'Empereur Ferdinand III de Habsbourg et d'Éléonore de Mantoue.
Bien que Barbara Strozzi soit la seule héritière de Giulio Strozzi, elle ne semble pas avoir eu de gros gain financier à la mort de celui-ci, en 1652. Peut-être peut-on y voir une explication de la fréquence de ses publications ensuite, sans que cet effort soit payant : elle a connu des difficultés financières toute sa carrière. Pourtant, le fait qu'elle publie autant est le signe que sa musique rencontrait un certain succès.
Sa troisième publication, datée de 1654, inclut des cantates et des ariettes à une, deux et trois voix. Sa quatrième publication est perdue. Son seul ouvrage de musique sacrée arrive en 1655. Ses derniers livres sont publiés en 1657, 1659 et 1664.
Elle compose de nombreuses œuvres vocales pour des mécènes, comme le doge de Venise Nicolò Sagredo, Ferdinand III de Habsbourg et Éléonore de Nevers-Mantoue, ou Sophie de Bohême, duchesse de Brunswick.
Jusqu'en 1664, elle publie 125 œuvres sur huit opus, des madrigaux et surtout des arias et des cantates.
On sait peu de chose sur sa vie après sa dernière publication en 1664. On a d'ailleurs longtemps pensé qu'elle était morte à cette date.

### Vie privée
Bien que n'ayant jamais été mariée, Barbara Strozzi a eu quatre enfants. Ses deux filles ont rejoint un couvent, un de ses fils est devenu moine. Il est probable que le père d'au moins trois de ses enfants (Giulio, Pietro et Laura) soit Giovanni Paolo Vidman, un ami de son père,.

### Décès
Elle meurt pauvre des suites d'une maladie de trois mois le 11 novembre 1677 à Padoue,.

## Portrait

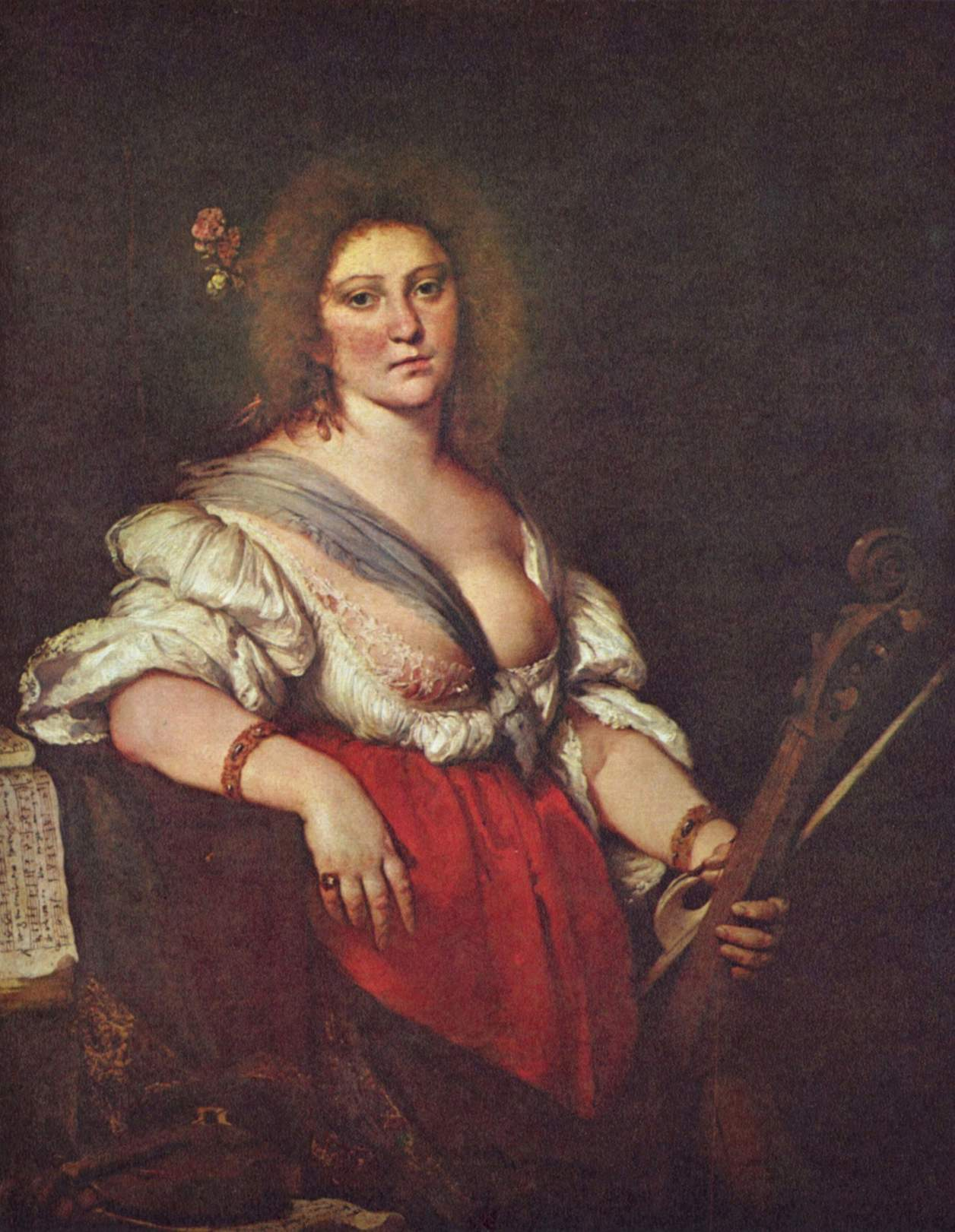
Tableau de Bernardo Strozzi présenté comme un portrait de Barbara Strozzi.

Un portrait d'une joueuse de viole de gambe en tenue négligée peint par Bernardo Strozzi (sans lien avec Barbara) entre 1630 et 1640, est en général présenté comme celui de Barbara Strozzi.

## À propos de sa musique
Bien que le XVIIe siècle ait été un grand siècle d'opéra à Venise, Strozzi n'a écrit que pour voix et basse continue.
Beaucoup de ses œuvres sont nées de défis, au cours desquels les membres de l'Académie lui demandaient de mettre en musique des textes qu'ils lui donnaient, généralement à propos de l'amour dans une esthétique mariniste (esprit, virtuosité linguistique et imagerie érotique). Conformément aux canons de l'époque, les airs de Barbara Strozzi laissent une grande place au sens des mots, afin que tout le monde puisse comprendre le sens du discours ; elle adapte ainsi sa musique aux poèmes souvent malicieux ou ironiques qu'on lui donne. Les vocalises sont réservées aux passages narrativement moins importants.
Ses arias, souvent dramatiques, sont proches de ceux écrits pour l'opéra, à une époque qui poursuit la découverte de la basse continue comme accompagnement. Généralement courtes, les arias sont strophiques : chaque strophe est chantée sur la même musique. Ses cantates sont plus longues, construites en sections, et la musique suit le sens des paroles.
Les partitions proposent de nombreuses indications de dynamique et des instructions précises concernant le phrasé, signifiant que Strozzi maîtrisait les effets produits par sa musique. Les airs ne sont pas excessivement virtuoses ni exigeants en tessiture.
À partir de la fin des années 1970, le travail de la chercheuse Ellen Rosand sur les partitions de Strozzi, visant à les rendre lisibles par des musiciens d'aujourd'hui, en fait une des musiciennes du XVIIe siècle les plus accessibles à l'interprétation.

## Œuvre
Barbara Strozzi a publié en tout huit recueils d'œuvres, pour la plupart sur des textes de sa main ou de son père. Elle a également publié un ouvrage de musique sacrée en 1655,. Elle a plus publié que tous les compositeurs vénitiens du XVIIe siècle.
Son premier recueil comporte principalement des arias, des cantates et des ariettes.
Son 4e opus est aujourd'hui perdu.

### Quelques œuvres

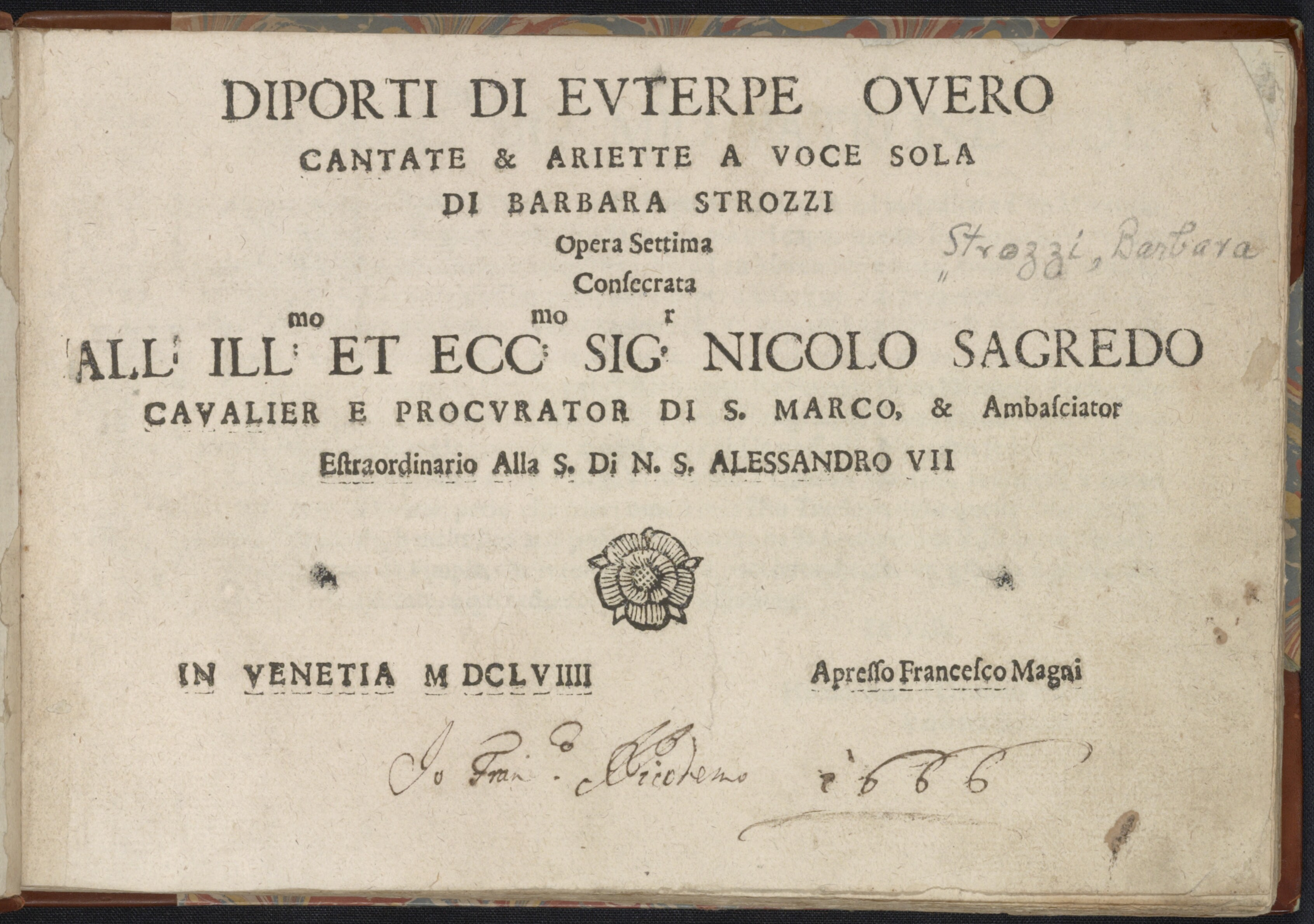
Couverture originale de Diporti di Euterpe, 1659.

- Opus 2, 1651
  - no 16 : L'amante segreto, texte anonyme[14]
Cette arietta sur un texte anonyme raconte l'histoire d'une personne qui préfèrerait mourir que voir son amour secret dévoilé. Construit en quatre parties, le morceau répète « Voglio morire » (« je veux mourir »), la musique ne laisse que peu de doute sur l'origine de cette « petite mort »[5].
  - no 17 : Lamento : sul Rodano severo, texte anonyme
- Opus 3, 1654
  - no 2 : Moralità amorosa, texte anonyme
- Opus 7, 1659 : Diporti di Euterpe. Ensemble de quinze cantates et arietta
- Opus 8, 1664
  - no 1 : Cieli, stelle, deitade, or chi distempra, texte de Giuseppe Artale
  - no 2 : E giungera pur mai alla linea crudele, texte de Giuseppe Artale
  - no 4 : L'Astratto, texte de Giuseppe Artale
  - no 6 : Che si può fare, texte de Gaudenzio Brunacci
  - no 7 : Luci belle, deh, ditemi perchè, texte de Gaudenzio Brunacci
  - no 8 : E pazzo il mio core, texte anonyme

## Discographie sélective
- Cantates chantées par Judith Nelson, avec William Christie, Christophe Coin et John Hutchinson, Harmonia Mundi, 1982.
- Glenda Simpson Sings Barbara Strozzi chanté par Glenda Simpson, Camerata of London. Hyperion.
- La virtuosissima cantatrice - Musica Secreta, Amon Ra, 1994.
- Sacri Musicali Affetti, Concerto Soave, María Cristina Kiehr, l'empreinte digitale (HM), 1995.
- Arie, Lamenti e Cantate, chanté par Susanne Rydén, Musica Fiorita, Harmonia Mundi.
- First Book of Madrigals, Op.1 Orlando di Lasso Ensemble, Thorofon, 2000.
- Opera Ottava, Arie & Cantate, Op. 8 La Risonanza, chanté par Emanuela Galli, Fabio Bonizzoni, Glossa GDC, 2001.
- Arias and Duets, Christine Brandes, Jennifer Lane, Kurt-Owen Richards, New York Baroque, Dorian, 2001.
- Cantate e Ariette a Voce Solo, chantées par Natacha Ducret, Ensemble la Commedia del Mondo, Cascavelle, 2002.
- Barbara Strozzi, Virtuosissima Compositrice, Céline Scheen, Leonardo García Alarcón, Cappella Mediterranea, Ambronay Éditions, 2009.

## Hommages
- Une rue de Villecresnes porte son nom.

### Ouvrages
- (it) Anna Aurigi, Giulio Strozzi : Poesie per il Primo libro de' madrigali di Barbara Strozzi, Florence, Studio Editoriale Fiorentino, 1999 (ISBN 88-87048-18-5).
- (en) Ellen Rosand, Opera in 17th Century Venice : The Creation of a Genre, Berkeley, University of California Press, 1990, 710 p. (ISBN 978-0-520-25426-8, présentation en ligne).
- Danielle Roster, Les femmes et la création musicale : les compositrices européennes du Moyen Âge au milieu du XXe siècle, Paris, L'Harmattan, coll. « Bibliothèque du féminisme », 1998, 250 p. (ISBN 978-2-7384-6565-8, présentation en ligne), p. 57-73 ; 343-344.

### Articles
- (en) Beth L. Glixon, « New Light on the Life and Career of Barbara Strozzi », The Musical Quarterly, vol. 81, no 2,‎ été 1997, p. 311-335 (JSTOR 742467).
- (en) Beth L. Glixon, « More on the Life and Death of Barbara Strozzi », The Musical Quarterly, vol. 83, no 1,‎ printemps 1999, p. 134–141 (DOI 10.1093/mq/83.1.134).
- (en) Bonnie Gordon, « She Quickened the Pulse of 17th-Century Music », The New York Times,‎ 20 décembre 2019 (lire en ligne, consulté le 13 juillet 2021).
- (en) Robert L. Kendrick, « Intent and intertextuality in Barbara Strozzi's sacred music », Recercare, Fondazione Italiana per la Musica Antica, vol. 14,‎ 2002, p. 65-98 (JSTOR 41701379).
- (en) Ellen Rosand, « Barbara Strozzi, "virtuosissima cantatrice": The Composer's Voice », Journal of the American Musicological Society, vol. 31, no 2,‎ été 1978, p. 241-281 (JSTOR 830997).
- « Les compositrices... empêchées, effacées, oubliées », épisode 26 de 15 min [audio], sur France Culture, 20 avril 2009 (consulté le 5 décembre 2024).